# Nikita Andrejewitsch Ljamin
Nikita Andrejewitsch Ljamin (russisch Никита Андреевич Лямин, englisch Nikita Andreyevich Liamin, * 14. Oktober 1985 in Gorki) ist ein russischer Volleyball- und Beachvolleyballspieler.

## Karriere Hallenvolleyball
Ljamin spielte von 2007 bis 2011 bei VK Dynamo Moskau. Hier wurde er 2008 russischer Meister und Pokalsieger und erreichte 2010 das Finale in der Champions League. Von 2011 bis 2014 spielte der Mittelblocker in seiner Heimat bei Gubernia Nischni Nowgorod, mit denen er 2014 das Finale im CEV-Pokal erreichte.

## Karriere Beachvolleyball
Seit 2014 spielt Ljamin Beachvolleyball. Nach einigen Turnieren mit Ruslan Bykanow wurde Ende des Jahres der frühere Olympiateilnehmer Dmitri Barsuk sein Partner. Gleich bei ihrem dritten gemeinsamen Auftritt bei der FIVB World Tour in Xiamen landeten Barsuk/Ljamin auf dem Treppchen. Auf der FIVB World Tour 2015/16 hatten die beiden Russen einige Top-Ten-Platzierungen. Bei den Olympischen Spielen in Rio de Janeiro belegten sie Platz fünf.
2017 bildete Ljamin mit Wjatscheslaw Krassilnikow ein neues Duo. Krassilnikow/Ljamin spielten sehr erfolgreich auf der FIVB World Tour und gewannen die 3-Sterne-Turniere in Kisch und in Den Haag. Außerdem gelang ihnen beim 5-Sterne-Turnier in Gstaad ein fünfter Platz. Bei der Weltmeisterschaft in Wien gewannen Krassilnikow/Ljamin die Bronzemedaille. Herausragendes Ergebnis für Krassilnikow/Ljamin auf der World Tour 2018 war ein zweiter Platz beim 4-Sterne-Turnier in Xiamen. Im August trennten sich die beiden. Von Oktober 2018 bis April 2019 war Igor Welitschko Ljamins Partner.
Seit Mai 2019 spielt Ljamin zusammen mit Taras Myskiw. Nach zwei fünften Plätzen bei den 4-Sterne-Turnieren in Jinjiang und in Warschau qualifizierten sich die beiden Russen für die Weltmeisterschaft in Hamburg, bei der sie Platz neun erreichten. Danach folgte ein weiterer fünfter Platz in Moskau. Bei der Europameisterschaft 2020 in Jūrmala wurden Ljamin/Myskiw Vierte. Nach durchwachsenen Ergebnissen auf der World Tour 2021 erreichten sie beim 4-Sterne-Turnier in Gstaad Platz vier.